# Bozzone (Fluss)
Der Bozzone ist ein Fluss mit 20 km Länge in Italien in der Region Toskana. Er durchläuft die Provinz Siena von Nord nach Süd.

## Verlauf
Der Bozzone entspringt am Poggio Serravalle (620 m s.l.m.) im nordwestlichen Gemeindegebiet von Castelnuovo Berardenga, ca. 1 km nordöstlich des Ortsteils Quercegrossa. Danach fließt er in südwestliche Richtung und erreicht Ponte a Bozzone bei 235 m s.l.m.. Insgesamt bleibt er 9 km im Gemeindegebiet von Castelnuovo Berardenga. Er durchquert nun die westlichen Bezirke Sienas in südlicher Richtung, unterfließt die Schnellstraße Raccordo Siena–Bettolle (SS73) und die Bahnstrecke Siena–Chiusi-Chianciano Terme und passiert Taverne d’Arbia bei 185 m s.l.m.. Im Gemeindegebiet von Siena verbringt er insgesamt 11 km. Wenige Meter später tritt als rechter Nebenfluss in den Arbia ein. Hier berührt er zudem kurz das Gemeindegebiet von Asciano.

## Geschichte
Der Bozzone ist Namensgebend für den Ortsteil Ponte a Bozzone (Castelnuovo Berardenga) und den seneser Ortsteil Pieve a Bozzone (215 m s.l.m.), der allerdings nicht direkt am Fluss liegt. Die namensgebende Pieve (Pieve di San Giovanni Battista al Bozzone) wurde erstmals 1189 in einem Dokument von Papst Clemens III. erwähnt. Die naheliegende Steinbrücke über den Bozzone wurde 1367 errichtet, heute aber nur noch als Ruine vorhanden.

## Bilder

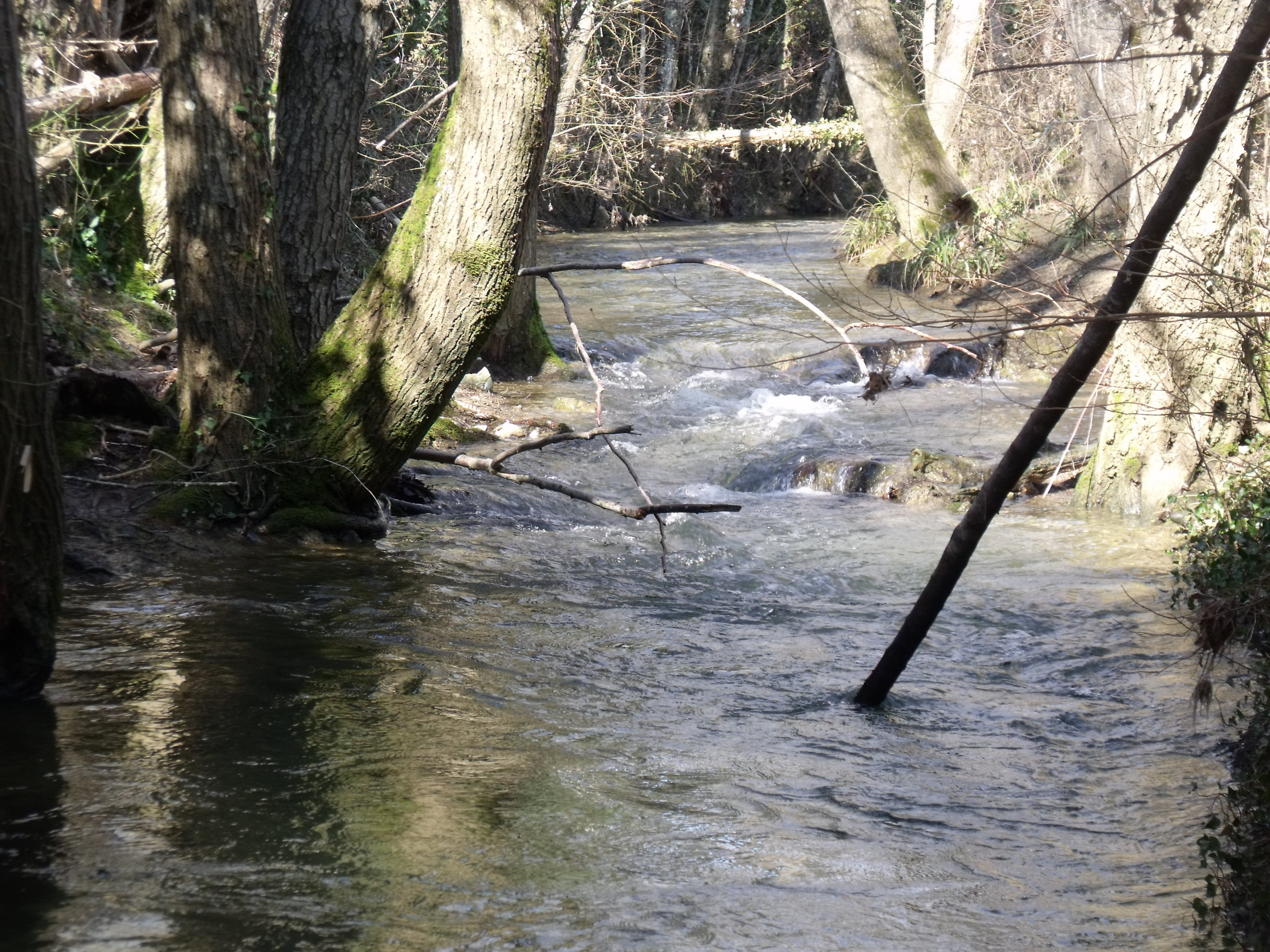
Der Bozzone nahe Vagliagli
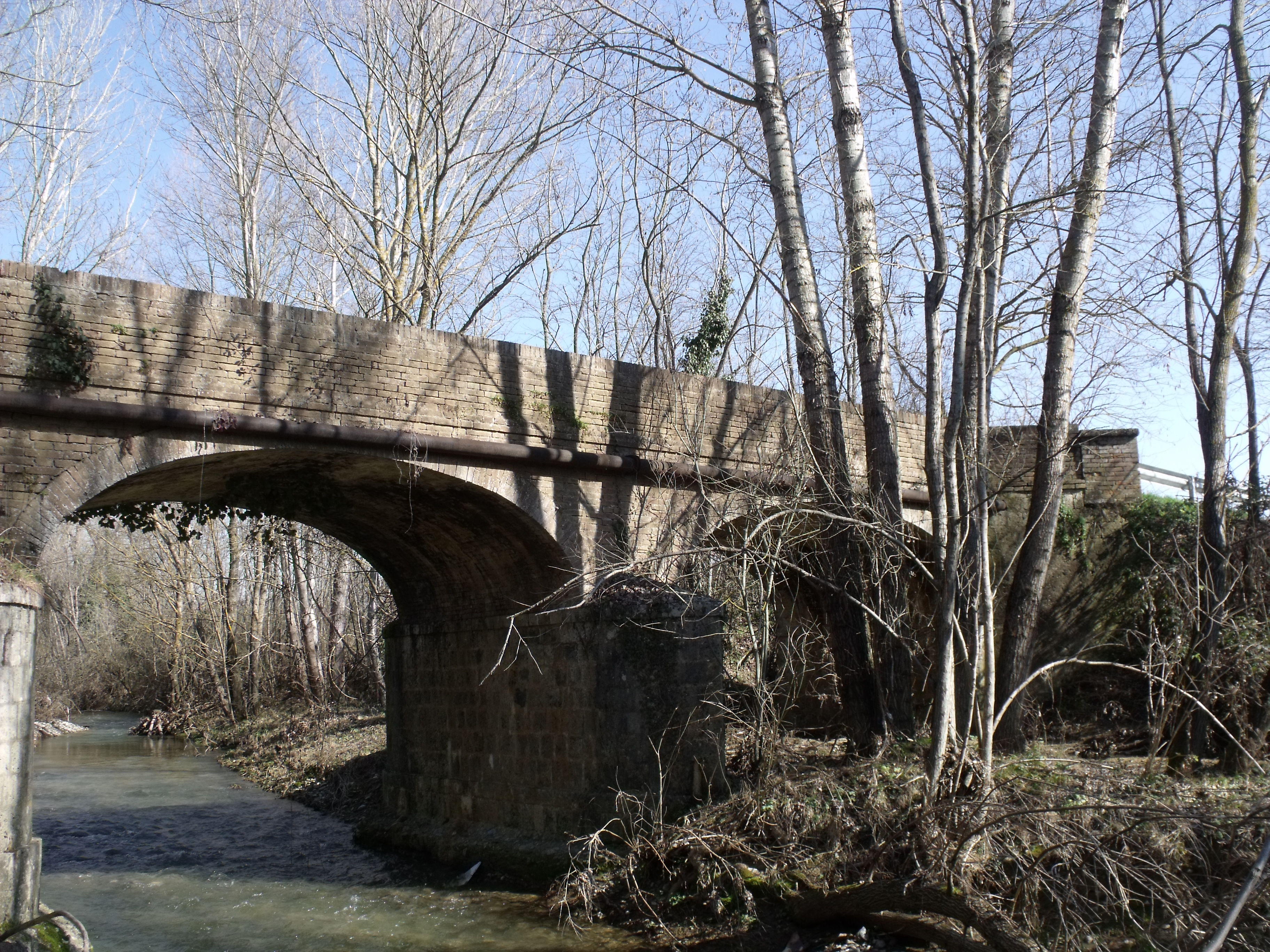
Der Bozzone an der Brücke von Pieve a Bozzone
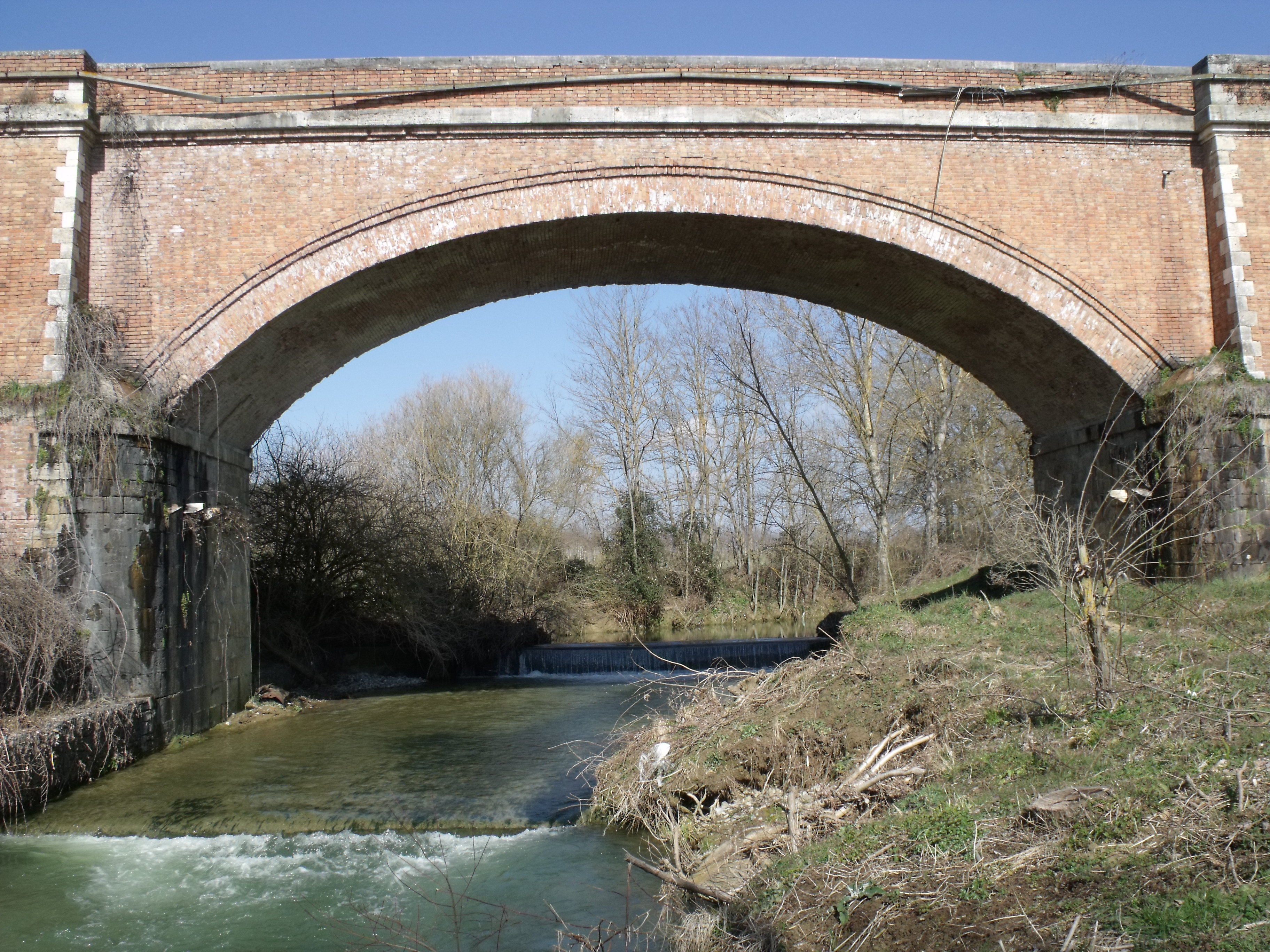
Der Bozzone an der Eisenbahnbrücke von Taverne d’Arbia